# Johann Ernst (Nassau-Weilburg)

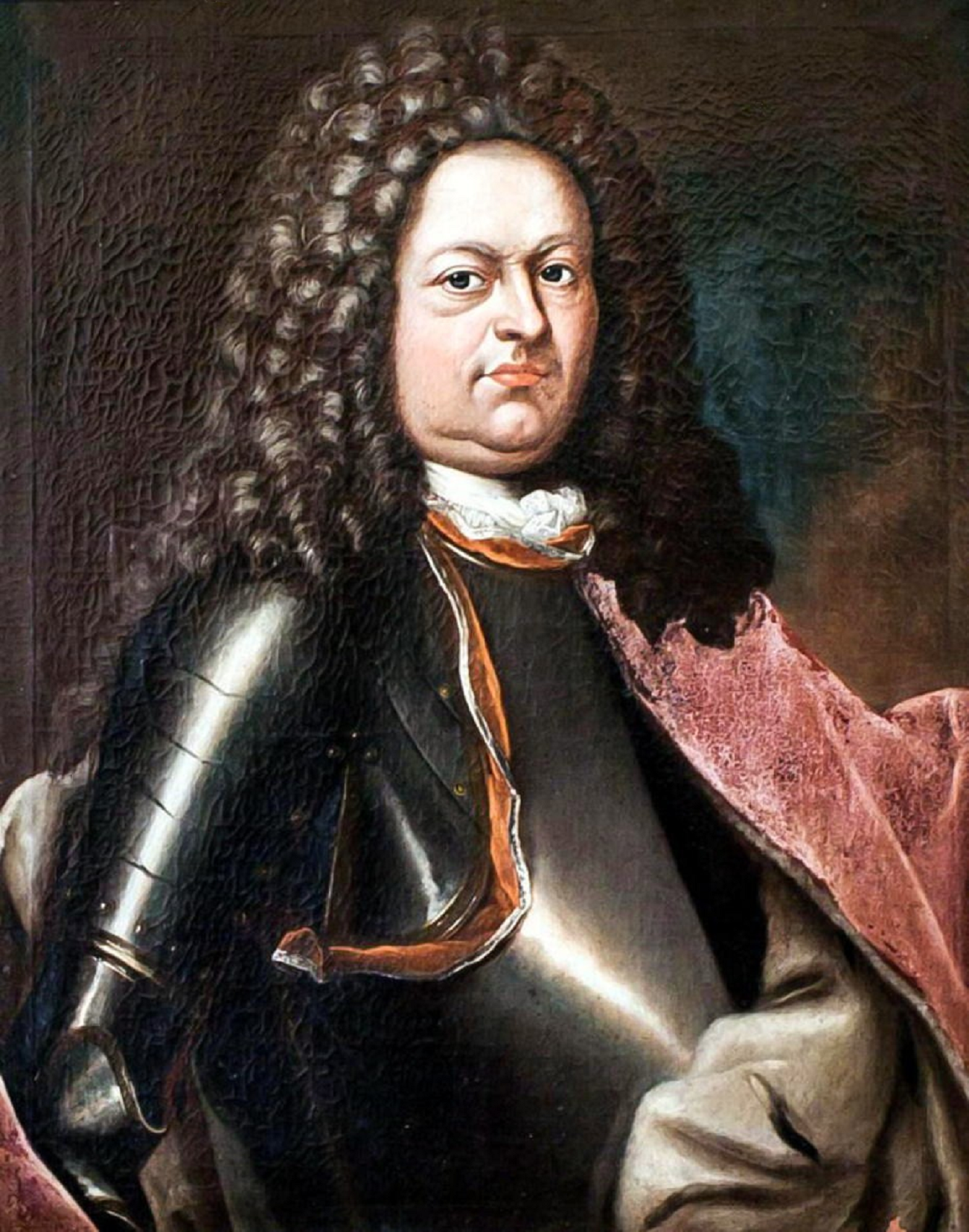
Johann Ernst zu Nassau-Weilburg

Johann Ernst von Nassau-Weilburg (* 13. Juni 1664 in Weilburg; † 27. Februar 1719 in Heidelberg) aus dem  Haus Nassau war gefürsteter Graf zu Nassau-Weilburg und kaiserlicher Generalfeldmarschall.

## Vormundschaft und Regierung
Johann Ernst war der älteste Sohn des Grafen Friedrich von Nassau-Weilburg (* 1640; † 1675) und dessen Ehefrau Christiane Elisabeth geb. von Sayn-Wittgenstein (* 1646; † 1678). Als sein Vater an den Folgen eines Reitunfalls im Jahr 1675 starb, war er 11 Jahre alt, und Johann Ernst erbte gemeinsam mit seinem Bruder Friedrich Ludwig (* 1665; † 1684) die Grafschaft Nassau-Weilburg. Zu seinem Vormund wurde Johann von Nassau-Idstein bestellt. Johann Ernst verbrachte seine Kindheit in Weilburg, wo er von den Privatlehrern Ph. L. Engel aus Darmstadt (ab 1671) und Franz Ertzmann aus Korbach (ab 1676) unterrichtet wurde. Beim Tod seiner Mutter 1678 war er 14 Jahre alt. Da auch sein Vormund Johann von Nassau-Idstein 1677 gestorben war, ging die Vormundschaft auf Johann Ludwig von Nassau-Ottweiler über, und Johann Ernst und sein Bruder zogen 1679 zu ihrem Vormund nach Ottweiler. Im Juli 1679 begann Johann Ernst mit dem Studium an der Universität Tübingen. Von 1681 bis 1682 weilte er am Hof des französischen Königs Ludwig XIV. im Schloss Versailles.
Nach dem Tod seines Bruders Friedrich Ludwig 1684 übernahm Johann Ernst die Alleinherrschaft der Grafschaft Nassau-Weilburg. Anfänglich kontrollierte er nur das rechtsrheinische Gebiet von Nassau-Weilburg, denn die linksrheinischen Teile der Grafschaft, Kirchheim und Stauf (Eisenberg (Pfalz)), waren von Frankreich besetzt. Erst durch den Frieden von Rijswijk 1697 gewann er die linksrheinischen Gebiete zurück. Er erwarb darüber hinaus noch weitere Gebiete, unter anderem Bolanden, für das Haus Nassau-Weilburg, und ordnete die Primogenitur für sein Haus an.
Im Jahr 1688 wurde den rechtsrheinischen walramischen Linien des Hauses Nassau (Nassau-Weilburg, Nassau-Idstein und Nassau-Usingen) von Kaiser Leopold I. die Fürstenwürde erneuert. Da sich Johann Ernst weigerte, seinen Kostenanteil von 21420 Gulden an der Beurkundungsgebühr zu zahlen, hielten Walrad von Nassau-Usingen und Georg August von Nassau-Idstein die Ernennungsurkunde zurück. Johann Ernst nahm den Fürstentitel nie an, lebte aber im Bewusstsein, dass bereits sein Vorfahre Johann I. von Kaiser Karl IV. im Jahr 1366, zugleich für seine Nachkommen, den Rang eines gefürsteten Grafen des Reiches erhalten hatte. Allerdings nahm sein Sohn Karl August am 27. September 1737 doch den Titel eines Fürsten des Reiches an, ohne jedoch der Linie von Nassau-Usingen (Nassau-Idstein erlosch 1721 mit seinem Schwiegervater Georg August) die 1688 vorgelegten Kosten zu ersetzen.
Johann Ernst starb im Februar 1719 bei einem Kuraufenthalt in Heidelberg. Nach seinem Tod übernahm sein zweiter Sohn Karl August die Regierung.

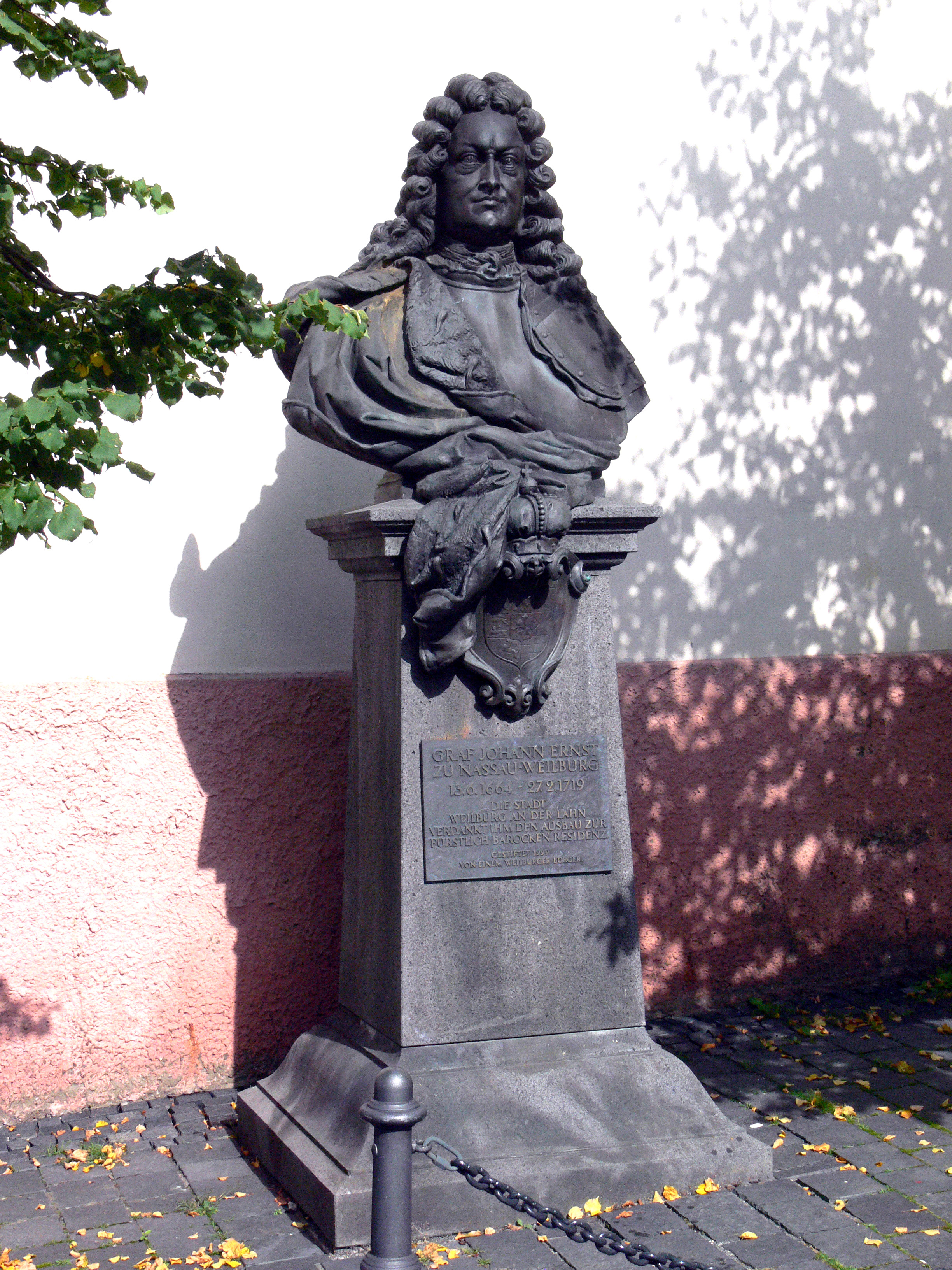
Denkmal für Johann Ernst in Weilburg

## Militärische Laufbahn
Im Jahr 1684 trat Johann Ernst als Oberstleutnant in den Dienst der Landgrafen von Hessen-Kassel. Im Jahr 1686 erfolgte seine Beförderung zum Oberst und 1688 wurde er Kommandeur eines neu aufgestellten Dragonerregiments, mit dem er noch im gleichen Jahr im Pfälzischen Erbfolgekrieg bei der Verteidigung von Koblenz kämpfte. 1689 war er an der Belagerung von Mainz beteiligt. Im Jahr 1690 nahm er an der Schlacht von Fleurus teil. Dort stand ihm Graf Ludwig Kraft von Nassau-Saarbrücken gegenüber, der in französischem Dienst stand. 1691 erfolgte die Ernennung zum Generalmajor. 1693 nahm er an der Schlacht bei Neerwinden teil. 1696 erfolgte die Ernennung zum hessischen Generalleutnant.
Noch September 1696 wechselte Johann Ernst in den Dienst des Kurfürstentums Pfalz als General des Oberrheinischen Reichskreises. Landgraf Karl von Hessen-Kassel verübelte ihm diesen Wechsel und wurde zu einem seiner schärfsten Gegner. Nach dem Frieden von Rijswijk 1697 wurde Johann Ernst auch Gouverneur der pfälzischen Residenzstadt Düsseldorf.
Im Jahr 1701 organisierte er die Aufstellung der oberrheinischen Reichstruppen für den Spanischen Erbfolgekrieg. Er war an der Belagerung und Erstürmung der Festung Landau in der Pfalz 1702 beteiligt und vertrieb im Anschluss daran ein französisches Heer unter dem Marschall Tallard aus dem Hunsrück. Dafür wurde er zum kurpfälzischen Feldmarschall ernannt.
Während der kaiserliche Feldherr Prinz Eugen von Savoyen in Bayern gegen den französischen Marschall Villars zog, blieb Johann Ernst am Rhein, um Landau gegen Tallard zu verteidigen. Am 15. November 1703 kam es zur Schlacht am Speyerbach, in der die kaiserlichen Truppen den Franzosen unterlagen. Unter den etwa 8000 Gefallenen war auch Johann Ernsts ältester Sohn, Oberst Friedrich Ludwig von Nassau-Weilburg. Danach nahm Johann Ernst an keiner größeren Schlacht mehr teil. 1706 zog er sich ganz aus dem aktiven militärischen Dienst zurück und wurde Großhofmeister des Pfälzer Kurfürsten. 1716 endete sein Amt als Gouverneur von Düsseldorf und Großhofmeister und er kehrte in seine Residenz Weilburg zurück. Für seine Leistungen wurde er in den Hubertusorden aufgenommen.

## Bautätigkeit
Unter seiner Regierung wurde in Weilburg im Jahr 1702 mit der Umgestaltung des Schlosses und der Schlosskirche begonnen. Für die Bauleitung wurde Julius Ludwig Rothweil verpflichtet. Johann Ernst erlebte die Fertigstellung des Schlosses 1721 nicht mehr. Neben den Schlossbauten wurde auch der Marktplatz angelegt, die barocken Gartenanlagen und Verwaltungsgebäude wie die Kanzlei (heute Bergbau- und Stadtmuseum). Weiterhin wurden der Tiergarten neu angelegt, die Wirtschaftshöfe Windhof und Wehrholz erbaut und eine aufwendige Wasserleitung hergestellt. Außerdem wurde die alte Stadtmauer niedergelegt und die wichtigen Straßen und Plätze im barocken Stil neu gestaltet (u. a. Mauerstraße, Neugasse, Marktplatz, Frankfurter Straße und Limburger Straße). Die Kosten der Baumaßnahmen zahlte Johann Ernst überwiegend aus den Gehältern seiner militärischen Laufbahn.

## Münzwesen
Johann Ernst machte wieder vom Münzrecht der Nassauer Grafen Gebrauch. Hierzu ließ er eine Münzprägeanstalt in Weilburg erbauen und übertrug sie am 19. Mai 1690 dem Münzmeister J. U. Böttger. Am 15. November 1692 wurde die Münzprägeanstalt per Vertrag an D. Schlüter übertragen. Schlüter wurde verpflichtet, mit einem selber hergestellten Prägestempel minderwertige Gulden zu prägen; Johann Ernst verpflichtete sich zur Gefahrtragung. Es wurde vor allem Kurpfälzer und Brandenburger Geld gefälscht.
Johann Wilhelm von der Pfalz verklagte Johann Ernst vor der Münzkommission und dem Reichshofrat, aber Johann Ernst konnte im Dezember 1695 den Prozess durch Zahlung von 5.000 Gulden abwenden. Am 15. April 1696 kamen Truppen aus Pfalz-Neuburg nach Weilmünster und mussten ohne Beweise wieder abziehen. Nach dem Wechsel von Johann Ernst in den Pfälzer Dienst kamen am 6. Dezember 1696 Truppen von Hessen-Kassel nach Weilburg. Maria Polyxena flüchtete nach Frankfurt. Die hessischen Truppen verhafteten den Kammerschreiber Boller, den Münzmeister Schlüter und den Büchsenmacher Conradi. Boller und Conradi kamen wieder frei, Schlüter wurde brandenburgischen Soldaten übergeben. Er gestand, dass er etwa 90.000 Gulden gefälscht hatte, von denen 600 in Umlauf gekommen waren. Schlüter wurde zu zwei Jahren Festungshaft verurteilt. Johann Ernst leistete beim Brandenburger Kurfürsten Abbitte. Johann Wilhelm von der Pfalz vergab seinem verdienten General.
Eine zweite Falschmünzerwerkstatt bestand in Weilmünster. Vermutlich war diese Johann Ernst bekannt. Im Mai 1695 rückten unvermutet brandenburgische Dragoner in Weilmünster ein, konnten jedoch keine Spuren der Falschmünze mehr finden. Die verdächtigten Juden Jakob und Beer waren spurlos verschwunden. Eine Beteiligung Johann Ernsts an dieser Falschmünze konnte nie nachgewiesen werden.

## Familie
Johann Ernst heiratete am 3. April 1683, noch unter Vormundschaft, Gräfin Maria Polyxena von Leiningen-Dagsburg-Hardenburg (* 7. Februar 1662; † 22. April 1725). Mit der Eheschließung endete die Vormundschaft unter Graf Johann von Nassau-Idstein, nach dessen Tod übernahm Graf Johann Ludwig von Nassau-Ottweiler diese Funktion. Johann Ernst soll die Ehe gegen den Willen seines Vormundes durchgesetzt haben. Zum Andenken daran soll er im Schlossgarten Weilburg die Kusslinde gepflanzt haben. Aus der Ehe sind vier Söhne und fünf Töchter hervorgegangen:
- Friedrich Ludwig (1683–1703), gefallen in der Schlacht am Speyerbach
- Karl August (1685–1753) ⚭ 17. August 1723 Prinzessin Auguste Friederike von Nassau-Idstein (* 17. August 1699; † 8. Juni 1750)
- Maria Polyxena (1686–1687)
- Johanna Louise (1687–1688)
- Karl Ernst (1689–1708)
- Heinrich Ludwig (1690–1691)
- Magdalene Henriette (1691–1725) ⚭ 15. April 1719 Friedrich Wilhelm, Graf (später Fürst) zu Solms-Braunfels (* 11. Januar 1696; † 24. Februar 1761)
- Albertine (1693–1748)
- unbenannte Tochter, starb bei der Geburt (1694)

Der seit dem Jahr 2000 als Großherzog von Luxemburg amtierende Henri von Nassau ist der siebenfache Urenkel von Johann Ernst.